# Правобережное (Чечня)
Правобережное (чечен. Аьхкин-Барзе) — село в Грозненском районе Чеченской Республики. Административный центр Правобережненского сельского поселения.

## География
Село расположено на правом берегу реки Терек, в 32 км к северу от города Грозный.
Ближайшие населённые пункты: на северо-западе — село Левобережное, на севере — село Новое Солкушино, на северо-востоке — станица Николаевская, на востоке — посёлок Набережный, на юго-востоке — село Толстой-Юрт и на западе — сёла Газгородок и Терское.

## История

### В древности
В 2020 году в селе обнаружено одно из самых крупных древних городищ раннеаланского периода.
На территории села имеется ряд памятников древности:
- Курганная группа (15 курганов)
- Городище 1-е (последние века до н. э. и ранний этап аланской культуры)
- Городище 2-е (последние века до н. э. и ранний этап аланской культуры)

В 1949—1950 годах на территории Грозненского района Севостьяновым М. П. был выявлен ряд древних городищ: Шеды-Юртовское, Горячеводские 1-е и 2-е городища, Первомайско-Алханчуртовское поселение и Бассинское 2-е городище. Среди них Ахкинбарзойское 1-е городище и Ахкинбарзойское 2-е.
В селе обнаружен более десятка курганов. Курганы 1—12 тянутся цепью с запада на восток почти на 1 километр. Курганы 13—15 стоят южнее на 200 метров от основного массива курганной группы.
1-е городище длиною в 200 метров и широною 85 располагается на правом высоком берегу Терека. На западе укреплено рвом, на южной стороне сохранился вал с разрывом посередине, вероятно там был въезд в древнее поселение. Керамика, выявленная на городище, относится к последним векам до н. э. и раннему этапу аланской культуры.
2-е городище длиною в 60 метров и шириною 42 расположено также на правом высоком берегу Терека. На западе и южной стороне прослеживается ров (ширина 15—22 метров, глубина — 3). На востоке — глубокая балка, на севере — крутой обрыв речной долины. Керамика, выявленная на городище, относится к последним векам до н. э. и раннему этапу аланской культуры.

### XIX—XX века
Село основано в 1845 году.
В 1944 году, после депортации чеченцев и упразднения Чечено-Ингушской АССР, селение Аду-юрт было переименовано в Правобережное.
Однако, в 1977 году указом Президиума ВС РСФСР посёлок центральной усадьбы совхоза «Горячеисточненский» был переименован в село Правобережное.

## Население
| 1990 | 2002  | 2010  |
| ---- | ----- | ----- |
| 1865 | ↗2036 | ↗2269 |

## Инфраструктура
В селе функционируют:
- Мечеть[12].
- Детский сад 1 «Солнышко»[13]
- Детский сад 2 «Ромашка»[14]
- Правобережная муниципальная средняя общеобразовательная школа № 1[15]
- Правобережная муниципальная средняя общеобразовательная школа № 2[16].